# Rimski vrelec
Rimski vrelec, nekdanje zdravilišče pri Kotljah na Koroškem.

## Lega
Rimski vrelec leži v občini Ravne na Koroškem ob vznožju mogočne Uršlje gore na nadmorski višini 480 mnm okoli 1 km južno od Kotelj ob cesti, ki pelje proti jezeru kjer je bil nekoč manjši rekreacijski center Ivarčko jezero. Na Rimskem vrelcu se začne Vorančeva pot imenovana tudi Koroška kulturna transverzala.

## Zgodovina
Blizu Kotelj je ob rimski cesti Celeia - Virunum pri izviru mineralne vode že v rimskem obdobju stala postojanka. [[topli vrelec|Vrelec]g so pričeli gospodarsko izkoriščati konec 19. stoletja v času Avstro-Ogrske, ko so tu postavili manjše zdravilišče znano kot Römerquelle. Nekdaj je bila to ena najbolj cenjenih mineralnih vod, bila je najbolj prodajana v vseh večjih mestih Avstro-Ogrske in so jo izvažali tudi v ZDA. Vodo so priporočali predvsem slabokrvnim ljudem in proti boleznim srca in ožilja. Med drugo svetovno vojno je bil v stavbi zdravilišča štab gestapa, po vojni pa gostilna, internat metalurške šole, počitniški dom in hotel. Hotel je bil v 1990-ih v celoti prenovljen in dolga leta priljubljena dopustniška točka turistov in športnikov iz vse Evrope. Še posebej priljubljen je bil med  gosti iz Hrvaške in Belgije, saj je bil zaradi mirne in čudovite pokrajine idealen kraj za družinske počitnice na snegu  ali pohode in kolesarjenje skozi preostali del leta. Zaradi denacionalizacijskega postopka kompleks že nekaj let ne obratuje. Februarja 2012 ga je na javnem razpisu kupil Inštitut za imunopatologijo in preventivno medicino (IIPM), ki je v lasti ruskega zdravnika Muse T. Abidova. Ta se je ob nakupu s pogodbo obvezal, da bo obnovil kompleks do konca junija 2013 ter pridobil status zdravilišča. Ker kupec ni izpolnil pogodbenih pogojev do predvidenega roka, je bil celoten kompleks vrnjen Občini Ravne na Koroškem, ki ga sedaj ponovno ponuja na prodaj.